# Тест генерации тромбина
Тест генерации тромбина — интегральный показатель состояния системы свертывания крови.

Тромбин — главный фермент системы свертывания крови. Он катализирует основную реакцию этой системы, превращение фибриногена в фибрин. Кроме того, именно тромбин осуществляет основную регуляцию системы, активируя факторы свертывания V, VIII, VII, XI, XIII, протеин С, тромбоциты, тромбин-активируемый ингибитор фибринолиза. Наконец (что немаловажно с практической точки зрения), тромбина при свертывании образуется больше (в 10–100 раз), чем всех остальных сериновых протеиназ свертывания, вместе взятых. Исследование кинетики тромбина может принести массу дополнительной информации, которая недоступна из простого наблюдения за кинетикой свертывания. Фибриновый сгусток — всего лишь конечный результат процесса свертывания; наблюдать его важно, но для понимания механизмов процесса необходимо заглянуть глубже.

## История
Методы наблюдения за концентрацией тромбина появились достаточно давно: уже в 1960-е годы исследования кинетики образования тромбина проводились весьма активно. Классическим методом определения концентрации тромбина был клоттинговый: образец с неизвестной концентрацией тромбина смешивали с нерекальцифицированной плазмой (как в тесте тромбинового времени) и по времени свертывания определяли концентрацию тромбина. Чтобы построить кривую зависимости концентрации тромбина от времени, пробы отбирались через короткие временные интервалы. Измерение одной-единственной кривой требовало слаженной работы двух высококвалифицированных лаборантов на протяжении часа, и широкое клиническое применение метода было немыслимо.

Появление хромогенных, а затем и флуорогенных субстратов в 1980-е годы совершило революцию в изучении свертывания крови ,.
Такой синтетический субстрат представляет собой молекулу, которая распознается и разрезается сериновой протеиназой. Этот разрез ведет к отщеплению от субстрата сигнальной молекулы, метки. Метка либо изменяет оптическую плотность раствора (хромогенный, т.е. окрашивающий субстрат), либо способна флуоресцировать при освещении (флуорогенный субстрат). Субстраты для тромбина можно было добавлять прямо в плазму и записывать сигнал, получающийся при свертывании. Скорость увеличения сигнала в таком случае пропорциональна концентрации тромбина, так что зависимость тромбина от времени получается из экспериментальной кривой путём простого дифференцирования и нормирования на калибровочную кривую.
Ранние хромогенные субстраты были не очень удобны для измерения генерации тромбина, так как требовали дефибринирования плазмы; в противном случае появление сгустка мешало наблюдать за появлением окрашивающей молекулы. Но флуорогенные субстраты, которые при разрезании давали ярко светящуюся метку, позволили измерять генерацию тромбина прямо в обычной плазме. Повышение производительности было колоссальным: вместо того, чтобы вдвоем измерять одну кривую целый час, один человек мог загрузить планшет образцами, поставить в планшетный флуориметр, и через час получить данные по нескольким десяткам проб.

## Основная методика
Начиная с 1990-х годов, новый метод генерации тромбина начал активно использоваться в клинике. Разработанный и развиваемый Конрадом Хемкером в Нидерландах, этот подход с каждым годом все более активно применяется в Европе, в последние годы он также стал доступен почти по всему миру, включая Россию. Обзор этого метода на русском языке за авторством его создателя можно найти в .
Характерная кривая генерации тромбина показана в .

Как правило, в ней выделяют два основных параметра: лаг-тайм (время задержки свертывания) и эндогенный тромбиновый потенциал (площадь под кривой генерации тромбина). Многочисленные эксперименты и испытания показали, что эти два параметра являются эффективными показателями патологических процессов.

## Результаты исследования
Как и в тромбоэластографии, результаты теста генерации тромбина заметно зависят от условий эксперимента: метода активации, концентрации активатора, использования бедной или богатой тромбоцитами плазмы, добавления вспомогательных веществ. Меняя эти параметры, можно выявлять разнообразные нарушения свертывания. Стандартная активация небольшим количеством тканевого фактора в бедной плазме используется для выявления нарушений плазменного свертывания .
Она удобна для массового анализа образцов, особенно когда требуется их транспортировка или заморозка. Генерация тромбина в богатой плазме может дополнительно выявлять нарушения тромбоцитарного свертывания, успешно обнаруживая склонность к кровотечению при тромбастении Гланцманна, синдроме Бернара-Сулье, приёме антитромбоцитарных препаратов .
Если добавить в плазму тромбомодулин, то этот тест начинает выявлять даже некоторые гиперкоагуляционные нарушения: мутацию Лейден фактора свертывания V, последствия приема оральных контрацептивов и другие .